# (16563) Ob
(16563) Ob est un astéroïde de la ceinture principale.

## Description
(16563) Ob est un astéroïde de la ceinture principale. Il fut découvert le 30 janvier 1992 à La Silla par Eric Walter Elst. Il présente une orbite caractérisée par un demi-grand axe de 3,13 UA, une excentricité de 0,10 et une inclinaison de 12,5° par rapport à l'écliptique.

## Compléments